# 悟空道
『悟空道』（ごくうどう）は、山口貴由による日本の漫画。『西遊記』を下敷きとして描かれたファンタジー漫画でもある。1997年9月から2000年3月まで『週刊少年チャンピオン』（秋田書店）誌上で連載された。中国古典小説である『西遊記』をベースとしながら、独自のアレンジが加えられた型破りで“熱い”物語が描かれている。
「読み手の心に長く残るような名ゼリフを生み出したい」という旨の作者メッセージが単行本第1巻などに収録されており、作中の文字表現（台詞・オノマトペ）には、そのフレーズを印象付ける様々な濃い口演出（当て字、特殊なルビ振り、植字による極太文字など）が加えられている。ふきだしを用いずモノローグ風に台詞が書かれることも多く、そのためささいなシーンにおいてもある種の重々しさを帯びた（言い換えればくどい）画面構成である。結果、作者独特の世界観と言語感覚を堪能できる作品に仕上がっている。

## あらすじ
神仙の住む「神界」、人間の住む「人界」、妖魔の住む「獄界」の三国に分かれた世界。武に勝る獄界王からの人界侵攻を防ぐため、人界の帝から天竺へ赴き救世の経を授かることを命じられた女僧・三蔵法師玄奘は、その弟子沙悟浄、猪八戒らと共に、獄界に至る人界の最終地「葬頭国」へと差し掛かった。二界を跨ぐ霊峰・五行山を前に、「自由」「平等」「博愛」の三妖怪に行く手を阻まれた三蔵達は、その最中かつて釈迦如来によって五行山に封じ込められていた“人外大魔猿”悟空と遭遇する。自身を封じ込めた如来の言に従い、三蔵たちを助けることを申し出た悟空は、程なくしてその封印を解かれ、妖怪達をくだすことに成功した。かくして獄界の地へ降り立った一向は、「もう二度と同じ生き方をしたくない」と三蔵への弟子入りを懇願する悟空を仲間に加え、再び天竺目指して歩み始めるのだった。

## 道程
三界の詳細な位置関係は不明ながら、東から西へ「人界」・「獄界」・「神界」と地続きに連なっている。本編は三蔵一行が葬頭国に差し掛かるところから始まる。「通天河」到達時点で、三蔵が長安の国境を出発してから少なくとも6年前後経過しているとの描写がある。地域名横の（）内は作中で判明している滞在期間。

### 人界
長安（ちょうあん）
絢爛豪華な人界の都。人界帝・大宗の座す「久遠紫禁城（くおんしきんじょう）」では、彼とその側近達が獄界を旅する三蔵一行を密かに監視している。
葬頭国（そうずこく）（8月10日-11日）
獄界へ至る人界の最終地。二界の境には、“人外大魔猿”が封印された「五行山」がそびえている。葬頭国と五行山を結んだ「葬頭橋」で、謎の巨大妖魔の博愛とその手下の自由と平等が獄界へ渡ろうとする旅人達を狙う。

### 獄界
流砂界（りゅうさかい） （8月11日-10月9日）
獄界東端に広がる大砂漠。豊かだった土地が、魔物によって養分を吸い尽くされ砂漠となった。ここを越えるには巨大化した悟空の足でも40日掛かる。
黙示国（もくしこく） （10月9日-11月3日）
廃墟となった「大昔の建物」（高層ビルの残骸）が整然と立ち並び、その隙間で善良な兎人達が暴狂六義兄弟の横暴に脅えながら暮らしている。実際の支配者は透孩児だが、彼自身は己の姿が見えないことに懊悩し続けており、兎人に対し積極的な迫害は加えていない様である（だからといって保護しているわけでもない）。
不倫国（ふりんこく） （5月6日-8月1日）
永遠の若さと美貌を保ち、そんな自身に見合う愛妾を求める妖魔、艶天大聖 死鳥が支配する国。死鳥の命により、ある程度の年齢に達した女達は、愛妾候補として妖魔へ献上される。
武器国（ぶきこく） （滞在期間不明）
西部開拓時代のアメリカ（西部劇の世界）を思わせる国。住民の妖魔達も拳銃で武装し、カウボーイそのものの格好である。武器国の王「武器王」は、魔王と羅刹の子、紅孩児。精霊国へも侵攻し、数々の兵器を製造して獄界中の国々へ売り捌いている。
精霊国（せいれいこく） （?-11月8日）
ガンマン主体の武器国に対し、こちらはインディアン風の人間部族が暮らす国。かつては人間の側に立つ妖魔、崇天大聖 酋王が統率する（人間主体の）部族国だったのだが、突如現れた紅孩児の侵略により酋王は王の座を追われ、国を乗っ取られてしまった。
百鬼国（ひゃっきこく） （11月8日-?）
黒い水が暴れまわる大河「黒水河（こくすいが）」が旅人の行く手を阻む。河の底には、獄界での勢力争いに破れ沈んだ百鬼国の都が王の濡天大聖 犯海と共に眠る。都の亡者と生き残った妖魔らが、王の復活を遂げさせるべく獲物を狙っている。
滅法国（めっぽうこく） （1月1日-5月5日）
時代劇（中-近世日本）風の国。関所を設けて三蔵の到来を待ち構えるなど、他の国よりもしっかりした組織系統を持っている。妖魔達は刀剣を携え、位の高い者は侍の様な姿。彼らはどういうわけか不死身の肉体を持ち、人間を虫けら同然の奴隷として扱っている（人間が奴隷として扱われるのは他国でも同じだが、こちらはより密接な主従関係を強いている）。滅法国の住人達は全員「ろくろの呪い」がかけられているため、支配者の“王殿”である極天大聖 魔鯱の悪口を言うと呪いが発動し、首が捻じ曲がってしまう（人間の場合は即死）。
通天河（つうてんが） （滞在期間不明）
獄界真中地（ごくかいまんなかのち）、対岸まで800里の超巨大な河。「河」でありながら「水海甲羅族」と呼ばれる海洋生物の姿を取った妖魔達が潜み、ほとんど「海」の様な扱いである。河の主は千三百余歳の巨大な亀の妖魔、水甕。
傲来国（ごうらいこく）（滞在期間不明）
草木が生い茂り、恐竜が闊歩する欝蒼としたジャングル。悟空の故郷。500年前は彼を大王とする「果花山」猿一派の縄張りであったが、彼が如来によって封印されていた間に、魔羅国からやってきた獅子の妖魔、駆天大聖 獅駝王によって征服されてしまった。
魔羅国（まーらこく）（滞在期間不明）
獄界最終地。天竺をぐるりと囲む様にそびえた「火焔山（かえんざん）」は、猛烈な炎に包まれた道が千里も続く火の峠であり、悟空でさえ越えられないという獄界最大の難所。更には“獄界の伝説”として知られる大妖魔、斉艶極崇瓢濡暴天大聖 魔王が潜む地であるとも言われている。「火焔山」の影響により、魔羅国は常に灼熱の空気の中にあり、普段は全く雨が降らない。この国に住む人間達は、熱避けの泥を体に塗って暮らし、定期的に「翠雲山（すいうんざん）」の羅刹女に「聖なる供物」を捧げている。それと引き換えに羅刹女が持ち出す「芭蕉扇」は、その力によって「火焔山」の炎を一時的に鎮め、国内に雨季をもたらすが、代償の「供物」とは人間（聖僧）である。

### 神界
天竺（てんじく）（滞在期間不明）
西方極楽の地。外部とは「凌雲渡（りょううんのわたし）」で繋がっており、その下は雲が渦巻くほどの奈落。上空から見れば雲間から巨大な金色如来の姿が確認できる。その神秘的な風景とは裏腹に、入り口となる「大雷音寺（だいらいいんじ）」は非常にうら寂しいボロボロの古寺。仏神との目通り資格を試される最後の場所である。

## 登場人物

### 三蔵一行
三蔵法師玄奘（さんぞうほうし げんじょう）
“原典”とは異なり、美しい女性。愚直なまでに他者を信じ、そのお人よしぶりを弟子達にたしなめられることもある。おっとりとした性格ながら、仏道をよく理解し慈愛に溢れた強い心の持ち主。「自らを戒めるため」常に全身を緊縛している（体の動きを制限するものではない）。人界の帝の命を受け、神界へ「ありがたいお経」を授かる旅に出る。
（斉天大聖）孫悟空（せいてんたいせい そん ごくう）
五百年前大暴れした罪により、如来によって五行山に幽閉されていた。かつての獄界真王（ごくかいのおうさま）。それゆえ獄界の地理・情勢などにも詳しく、一行の道案内を務める。文字が書けないほど頭は弱く、単純で豪快な性格である一方、強者としての風格も備えており、時に冷静さを欠く三蔵や悟浄らを諭す場面も。普段は人間の姿をしており、有事には周囲の岩石を取り込み、黒鉄の肌を持つ超巨大な“魔猿”に変身する。
沙悟浄（さ ごじょう）
黒いフードを被った河童の半妖。キザな二枚目で、河童らしい外見ではないものの、水中での活動は得意。単純な打撃は無効化する伸縮自在な軟体の持ち主。三蔵へ入れ込んでおり、さながら彼女のエスコートの様な振る舞いをする。弟弟子の悟空を「悟空さん」と呼ぶが、その実ライバル視している。
猪八戒（ちょ はっかい）
小柄な豚の半妖怪。その体格に似合ぬ大食漢であり、食べることに必死になると、愛嬌のある顔が一転凶悪化する。体内から火炎を生み出す能力があり、口からの火炎放射のほか、尻より炎を放出して飛行することも可能。とはいえあまり実戦で活躍するシーンは少なく、ムードメーカー的存在として活躍している。
千里馬
三蔵の乗る賢い白馬。“原典”においては龍の化身であったりするが、本作の場合はあくまで馬で、終盤龍に変身するものの、これは「法力が宿った」結果の一時的な姿である。
觔斗雲 （きんとうん）
本作においては、両腕で大きな玉（ぎょく）を抱えた乳房のある精霊の姿をしている。名を呼ばれるとどこからともなく現れ、まれに悟空が体内に潜ませているケースもある。千里馬を含む三蔵一行全員を背中に乗せて、高速で飛び回わることができる。

### 人界の住人
大宗

魏徴

### 獄界の住人
兎人（うさぎびと）
黙示国のビル間に暮らす人々。老若男女問わず、“兎の顔出し着ぐるみ”を着用した様な姿をしている。
暴狂六義兄弟
梟（ふくろう）鼻嚊愛（びきゅう）眼看喜（がんみ）耳聴怒（じちょう）身本憂（なやむ）舌嘗思（ぜつしょう）の6義兄弟。必殺技は蛮刀円陣。チャンピオンRED版の単行本では技名が消されている。
（艶天大聖）死鳥（えんてんたいせい　しちょう）
不倫国を支配する七大聖の一人。自身を「不治の美形」と称し、自身に見合う愛妾を探す。天の河より召喚した神竜を吸収し金色の鱗に覆われた怪鳥へ巨大化できる。
（崇天大聖）酋王（すうてんたいせい　しゅうわん）
精霊国を治めていた七大聖の一人。人間の味方をする妖魔。狼の被り物をしている。周囲の樹木や木材を体に取り込み巨大化できる。巨大化した姿は白い狼に近いが、狸の妖魔である。狸であるため相手を化かすのが得意（単行本のおまけページより）。
（濡天大聖）犯海（じゅてんたいせい　はんかい）
かつて百鬼国の支配者だった七大聖の一人。勢力争いに敗れており、劇中に登場した時点では死霊であった。後述の極天大聖　魔鯱の妻であるが、妊娠後、酒におぼれた為腹を裂かれて離縁となった。
（極天大聖）魔鯱（きょくてんたいせい　しゃち）
滅法国を支配する七大聖の一人。極天大聖　魔鯱の名前は単行本のおまけページで判明し、劇中では終始「王殿」と呼ばれる。等身大では能面の歌舞伎役者のような出で立ち、真の姿はその名のとおりシャチそのもの。
（駆天大聖）獅駝王（くてんたいせい　しだおう）
魔王の一番弟子にして悟空がいなくなった後の傲来国を支配する獅子の妖魔。
（飄天大聖）羅刹女（ひょうてんたいせい　らせつにょ）
魔羅国「翠雲山」に棲む七大聖の一人。魔王の妻にして紅孩児の母親。
（斉艶極崇瓢濡暴天大聖）魔王（せいえんきょくすうひょうじゅぼうてんたいせい　まおう）
魔羅国「火焔山」に棲む七大聖の一人。

## 単行本
- 山口貴由『悟空道』秋田書店〈少年チャンピオン・コミックス〉、全13巻
  1. 1998年2月12日発売、ISBN 978-4-253-05666-3
  2. 1998年4月3日発売、ISBN 978-4-253-05667-0
  3. 1998年7月4日発売、ISBN 978-4-253-05668-7
  4. 1998年9月4日発売、ISBN 978-4-253-05669-4
  5. 1998年12月4日発売、ISBN 978-4-253-05670-0
  6. 1999年3月5日発売、ISBN 978-4-253-05671-7
  7. 1999年5月14日発売、ISBN 978-4-253-05672-4
  8. 1999年7月8日発売、ISBN 978-4-253-05673-1
  9. 1999年9月2日発売、ISBN 978-4-253-05674-8
  10. 1999年12月2日発売、ISBN 978-4-253-05675-5
  11. 2000年2月17日発売、ISBN 978-4-253-05676-2
  12. 2000年5月11日発売、ISBN 978-4-253-05677-9
  13. 2000年6月15日発売、ISBN 978-4-253-05678-6